# Sala de Reunió i Ball
La Sala de Reunió i Ball és una obra de Sudanell (Segrià) inclosa a l'Inventari del Patrimoni Arquitectònic de Catalunya.

## Descripció
Edifici, emnig del nucli, bastit amb escassos recursos i utilitzant materials senzills. Construcció de planta rectangular, amb paret de tàpia trencada per pilars de maó que suporten les encavallades. Coberta de teula a dues aigües. Posteriorment fou arrebossat i pintat de color verd.

## Història
Com a tants llocs, l'han arrebossat, aquest cop de verd cosa i li han restat qualitat.